# Powiat Schärding
Powiat Schärding (niem. Bezirk Schärding) – powiat w Austrii, w kraju związkowym Górna Austria, w Innviertel. Siedziba powiatu znajduje się w mieście Schärding.

## Geografia
Powiat Schärding graniczy z następującymi powiatami: na północnym wschodzie Rohrbach i Eferding, na wschodzie Grieskirchen, na południu Ried im Innkreis. Na północy i zachodzie powiat graniczy z Niemcami, granica przebiega na Innie i Dunaju.

## Podział administracyjny
Powiat podzielony jest na 30 gmin, w tym jedną gminę miejską (Stadt), dziewięć gmin targowych (Marktgemeinde) oraz 20 gmin wiejskich (Gemeinde).
| Miasta 1. Schärding (5351) Gminy targowe 1. Andorf (5176) 2. Engelhartszell an der Donau (940) 3. Kopfing im Innkreis (1973) 4. Münzkirchen (2557) 5. Raab (2345) 6. Riedau (2045) 7. Schardenberg (2493) 8. St. Florian am Inn (3187) 9. Taufkirchen an der Pram (2920) | Gminy 1. Altschwendt (714) 2. Brunnenthal (2017) 3. Diersbach (1532) 4. Dorf an der Pram (1101) 5. Eggerding (1386) 6. Enzenkirchen (1807) 7. Esternberg (2855) 8. Freinberg (1475) 9. Mayrhof (325) 10. Rainbach im Innkreis (1549) | 1. Sigharting (871) 2. St. Aegidi (1.576) 3. St. Marienkirchen bei Schärding (2001) 4. St. Roman (1784) 5. St. Willibald (1102) 6. Suben (1584) 7. Vichtenstein (623) 8. Waldkirchen am Wesen (1156) 9. Wernstein am Inn (1549) 10. Zell an der Pram (2011) |
| (liczba mieszkańców 1 stycznia 2023) | | |